# زغالک تاک
زغالک تاک (انگلیسی: Dead arm of grapevine) بیماری انگور است که در اثر پوسیدگی چوبی عمیق بازوها یا تنه انگور ایجاد می شود.